# Komplex der Sehschwachenschule und der Landesblindenanstalt

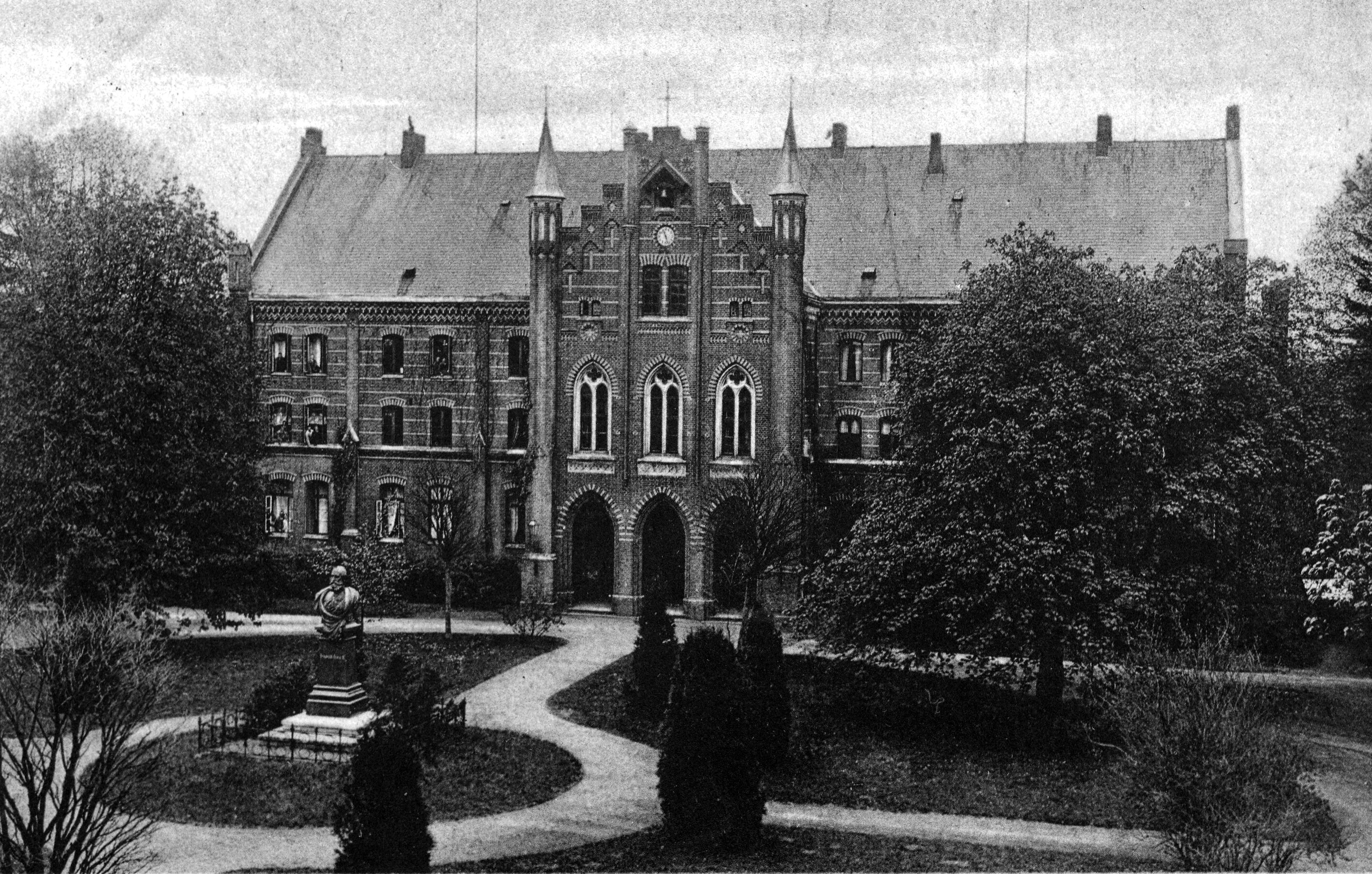
Das ehemalige Lehrerseminar, historische Darstellung

Der Komplex der Sehschwachenschule und der Landesblindenanstalt sind zwei denkmalgeschützte Gebäude in der August-Bebel-Allee in Neukloster im Landkreis Nordwestmecklenburg (Nordwestmecklenburg).

## Geschichte und Architektur
Die ehemalige Sehschwachenschule Clara Zetkin war vorher ein Lehrerseminar. Die Anlage besteht aus mehrgeschossigen Bauten in neugotischen Formen, die von 1860 bis 1865 nach Entwürfen von Theodor Krüger aus Schwerin in Backstein errichtet wurden. Das dreigeschossige Hauptgebäude, mit einem dreiachsigen Mittelrisalit, der stark hervorspringt, ist durch einen Staffelgiebel abgeschlossen. Das Nebengebäude ist zweigeschossig und steht über einem Grundriss in H-Form; es ist in der Formgebung dem Hauptgebäude ähnlich. Die Gebäude wurden durch verschiedene Umbaumaßnahmen behindertenspezifisch und rollstuhlgerecht umgebaut, es wurden auch Fahrstühle eingebaut.
Die Großherzoglich-Mecklenburgische Blindenanstalt wurde 1864 gegründet. Aus dessen Schulteil wurde 1953 die Sehschwachenschule eingerichtet, die 1975 in das ehemalige Lehrerseminar übersiedelte. Das Lehrerseminar wurde 1862 gegründet, es war vorher als Landschullehrerseminar in Ludwigslust ansässig. Blinde Kinder wurden ab 1990 wieder aufgenommen, die Trägerschaft wechselte 1998 zum Land Mecklenburg-Vorpommern. Seit Mai 2011 steht das nun so genannte Überregionale Förderzentrum mit dem Förderschwerpunkt Sehen unter der Trägerschaft des Landkreises. Das Förderzentrum ist zuständig für blinde und sehbehinderte Kinder und Jugendliche in ganz Mecklenburg-Vorpommern. Etwa 100 Kinder werden von etwa 60 Lehrern, denen eine Krankenschwester und eine Sozialpädagogin begleitend zur Seite stehen, in unterschiedlichen Formen betreut und beschult.